# داخل خلوي
داخل خلوي (بالإنجليزية: Intracellular)‏ في علم الأحياء الخلوي وعلم الأحياء الجزيئي تعني «داخل الخلية».
عكس مصطلح «داخل خلوي» هي «خارج خلوي» (خارج الخلية). ويعتبر الغشاء الخلوي (أو الجدار الخلوي في كائنات أخرى) هو الحاجز بين داخل خلوي وخارج خلوي، ويمكن أن تكون التراكيب الكيميائية مختلفة تماما بين الداخل والخارج. كمثال في معظم الكائنات الحية يحتفظ Na+/K+ ATPase بمستوى عالي من البوتاسيوم داخل الخلية بينما يُبقي مستوى الصوديوم منخفض حالة مثارة.